# Gud (musikproducent)
Gud, artistnamn för Carl-Mikael Göran Berlander, född 29 augusti 1995, är en svensk musikproducent, låtskrivare och musiker. Han är även verksam under artistnamnet Rooster och var tidigare känd som Yung Gud.
Gud är en del av hiphopkollektiveen Sad Boys och Drain Gang och har även punkbandet Död Mark tillsammans med Yung Lean. Gud har producerat musik åt bland andra Yung Lean, Bladee, Halsey och Rx Papi.

## Karriär
Gud slog igenom 2013 som producent till Yung Leans singel "Ginseng strip 2002" som blev en stor hit. Duon lärde känna varandra i början av gymnasiet. År 2014 släppte han solo-EP:n Beautiful, Wonderful under namnet Yung Gud. 2021 släppte Gud albumet Foreign Exchange tillsammans med Rx Papi och under 2022 kom ytterligare en solo-EP, Rooster Debut, denna gång under artistnamnet Rooster.
Gud har producerat artister som Yung Lean, Bladee, Halsey, Rx Papi, Thaiboy Digital och Ecco2K.
Yung Lean och Gud har samarbetat under många år och gemensamma punkbandet Död mark albumdebuterade 2016 med Drabbad av sjukdom. År 2023 kom uppföljaren Död mark 4evigt.
År 2016 tilldelades han Musikförläggarnas stipendium som syftar till att uppmärksamma en ung låtskrivartalang i början av karriären. Vid Grammisgalan 2017 nominerades han till Årets producent.

## Diskografi
Album
- Foreign Exchange (med Rx Papi) (2021)[4]

EP
- Beautiful, Wonderful (2014)[5]
- Frutta e Verdura (med Whitearmor) (2020)
- Rooster Debut (som Rooster) (2022)

Singlar
- Body Horror (2016)[6]
- Vive La France / AAA (som Aamu Kuu) (2021)[7]